# سیارک ۱۰۴۱۶
سیارک ۱۰۴۱۶ (به انگلیسی: 10416 Kottler، نامگذاری:1998VA32) ده هزار و چهارصد و شانزدهمین سیارک کشف شده‌است که در ۱۴ نوامبر ۱۹۹۸ کشف شد.
قدر مطلق سیارک برابر ۱۶٫۲ است.